# ストロボグラマティック数
ストロボグラマティック数（ストロボグラマティックすう、英: strobogrammatic number）とは、半回転させても見た目が変わらない数のことである。このうち素数であるものをストロボグラマティック素数（英: strobogrammatic prime）という。
ストロボグラマティック数は、趣味的な数学で強い関心を抱いたりする人はいるものの、一般に専門的な数学における興味の対象とはならない。レピュニットや回文数と同様にストロボグラマティック数も基数に依存しているが、ストロボグラマティック数は書体にも依存しており、またこれらと違って代数的に綺麗に表すことはできない。

## 例
0, 1, 8 が水平線を軸として線対称、6, 9 が互いに回転対称となる書体を用い、かつ十進法で数を表記した場合のストロボグラマティック数は次のようになる。
0, 1, 8, 11, 69, 88, 96, 101, 111, 181, 609, 619, 689, 808, 818, 888, 906, 916, 986, 1001, 1111, 1691, 1881, 1961, 6009, 6119, 6699, 6889, 6969, 8008, 8118, 8698, 8888, 8968, 9006, 9116, 9696, 9886, 9966, ... オンライン整数列大辞典の数列 A000787
うちストロボグラマティック素数は次の通り。
11, 101, 181, 619, 16091, 18181, 19861, 61819, 116911, 119611, 160091, 169691, 191161, 196961, 686989, 688889, ... オンライン整数列大辞典の数列 A007597
最近の西暦では1881年、1961年がストロボグラマティック数となる。次にストロボグラマティック数となるのは6009年である。

## Nonstandard systems
ストロボグラマティック数は使用する書体の影響を受ける。例えばセリフ体を用いた場合 2, 7 は互いに回転対称となるが、7セグメントディスプレイではそうはならず、代わりに 2 と 5 がそれぞれ回転対称となる。字形の中には上述した数が全くストロボグラマティック数にならないものもあり、デーヴァナーガリーやグルムキー文字などがそうである。
二進法で数を表記（1 は単なる一本線として表記する）したときのストロボグラマティック数は回文数と等しい。またこの表記では任意のメルセンヌ数がストロボグラマティック数となる。
十二進法で 10, 11 の表記に逆さの 2, 3 を用いた場合のストロボグラマティック数は次のようになる。
0, 1, 8, 11, 2ᘔ, 3Ɛ, 69, 88, 96, ᘔ2, Ɛ3, 101, 111, 181, 20ᘔ, 21ᘔ, 28ᘔ, 30Ɛ, 31Ɛ, 38Ɛ, 609, 619, 689, 808, 818, 888, 906, 916, 986, ᘔ02, ᘔ12, ᘔ82, Ɛ03, Ɛ13, Ɛ83, ...
うちストロボグラマティック素数は次の通り。
11, 3Ɛ, 111, 181, 30Ɛ, 12ᘔ1, 13Ɛ1, 311Ɛ, 396Ɛ, 3ᘔ2Ɛ, 11111, 11811, 130Ɛ1, 16191, 18881, 1Ɛ831, 3000Ɛ, 3181Ɛ, 328ᘔƐ, 331ƐƐ, 338ƐƐ, 3689Ɛ, 3818Ɛ, 3888Ɛ, ...